# Koeficijent reflektiranja
Koeficijent reflektiranja je omjer amplituda upadnog i reflektiranog vala od podzemnog reflektora. Jednak je razlici akustičkih impedancija (akustička impedancija) oba sloju podijeljenoj s njihovim zbrojem. Služi za ocjenu promjene litoloških svojstava s obje strane reflektirajuće granice (seizmika).